# Samtkaiserfische
Die Samtkaiserfische (Chaetodontoplus) sind eine Gattung der Kaiserfische (Pomacanthidae). Alle Arten leben in den Korallenriffen des westlichen Pazifik von Japan bis Australien. Nur Chaetodontoplus mesoleucus lebt mit einer Population bei Sri Lanka auch im Indischen Ozean. 

## Merkmale
Samtkaiserfische werden 10 bis 35 Zentimeter lang. Sie ähneln von allen Kaiserfischen am meisten einigen Falterfisch-Gattungen und können oft nur am, allen Kaiserfischen eigenen, Stachel am unteren Kiemendeckel von diesen unterschieden werden.

## Lebensweise
Samtkaiserfische leben einzel, paarweise, selten auch in kleinen Gruppen und ernähren sich als Nahrungsspezialisten meist von Schwämmen und anderen sessilen Wirbellosen und sind deshalb, obwohl sie manchmal für drei- bis vierstellige Preise angeboten werden, für die Aquarienhaltung völlig ungeeignet. 

## Arten
Es gibt 14 Arten:

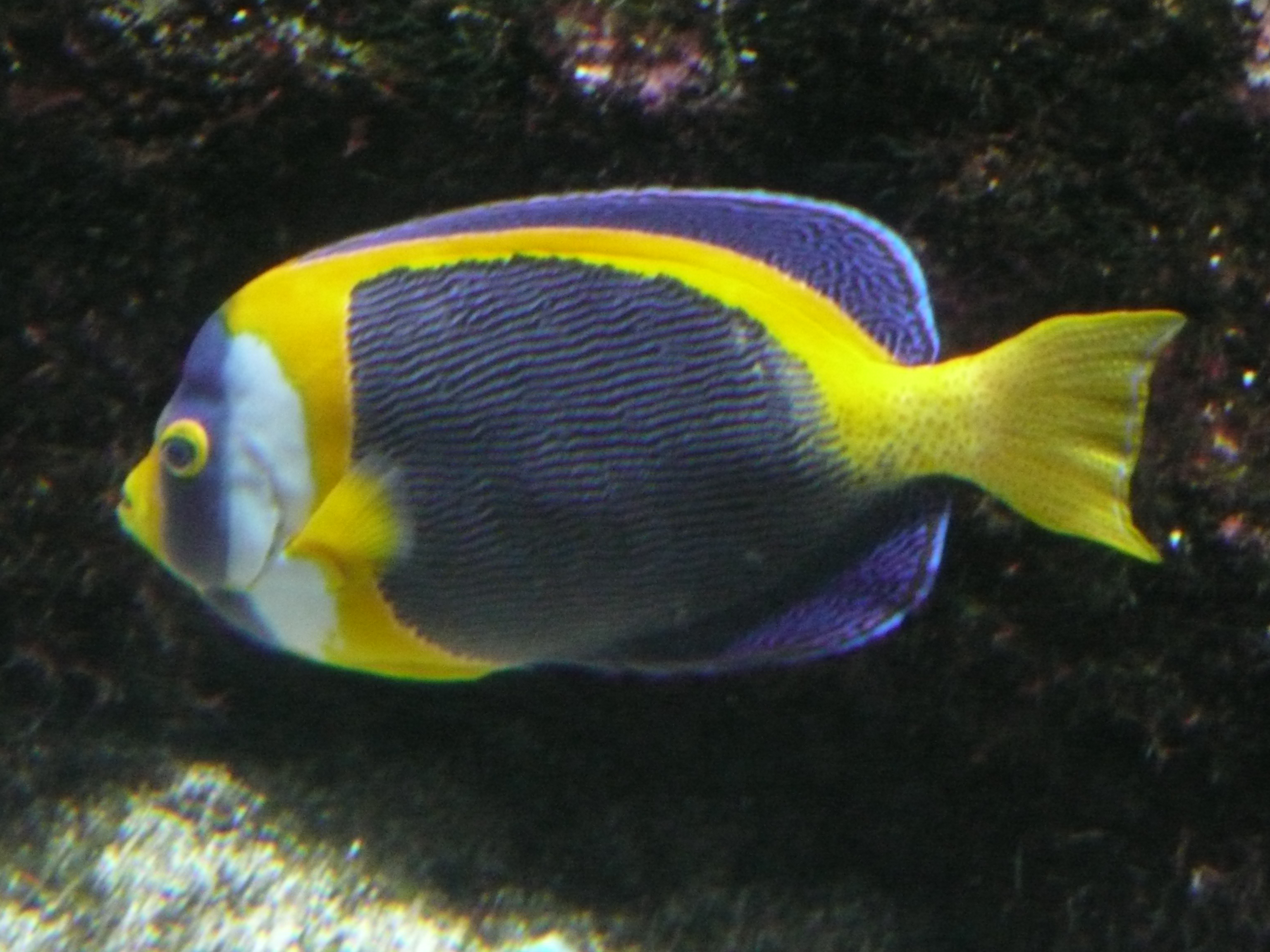
Chaetodontoplus duboulayi

- Chaetodontoplus ballinae Whitley, 1959.
- Kristall-Samtkaiserfisch (Chaetodontoplus caeruleopunctatus) Yasuda & Tominaga, 1976.
- Goldkopf-Samtkaiserfisch (Chaetodontoplus chrysocephalus) (Bleeker, 1854).
- Kragen-Samtkaiserfisch (Chaetodontoplus conspicillatus) (Waite, 1900).
- Phantom-Samtkaiserfisch (Chaetodontoplus dimidiatus) (Bleeker, 1860).
- Queensland-Samtkaiserfisch (Chaetodontoplus duboulayi) (Günther, 1867).
- Schwarzer-Samtkaiserfisch (Chaetodontoplus melanosoma) (Bleeker, 1853).
- Masken-Samtkaiserfisch (Chaetodontoplus meredithi) Kuiter, 1989.
- Mond-Samtkaiserfisch (Chaetodontoplus mesoleucus) (Bloch, 1787).
- Chaetodontoplus niger Chan, 1966.
- Australischer-Samtkaiserfisch (Chaetodontoplus personifer) (McCulloch, 1914).
- Chaetodontoplus poliourus Randall & Rocha, 2009.
- Blaustreifen-Samtkaiserfisch (Chaetodontoplus septentrionalis) (Temminck & Schlegel, 1844).
- Chaetodontoplus vanderloosi Allen & Steene, 2004.